# 布多-里扎尼
50°40′36″N 28°28′25″E / 50.67667°N 28.47361°E
布多-里扎尼（烏克蘭語：Будо-Рижани），是烏克蘭北部的村莊，隸屬日托米爾州的日托米爾區。該村面積10.42平方公里，2001年人口269，人口密度每平方公里25.81人。